# Mark Dinning
Max Edward „Mark“ Dinning (17. srpna 1933, Manchester, Oklahoma – 22. března 1986, Jefferson City, Missouri) byl americký popový zpěvák.
V únoru 1960 se jím nazpívaná píseň „Teen Angel“, kterou složila jeho sestra Jean se svým manželem Redem Surreyem, dostala na první místo singlového žebříčku Billboard Hot 100. Jean s dvěma svými sestrami, Virginií a Lucille, tvořila skupinu The Dinning Sisters, oblíbenou zejména ve 40. letech.
Mark Dinning byl také strýcem Deana Dinninga, basového kytaristy alternativní rockové skupiny Toad the Wet Sprocket.

## Život
Dinning se narodil v Manchesteru ve státě Oklahoma jako nejmladší z devíti sourozenců a vyrůstal na statku nedaleko Nashvillu v Tennessee, kam se jeho rodina přestěhovala z Kansasu. Podobně jako jeho sestry se začal věnovat country, v roce 1957 podepsal jako Mark Dinning nahrávací smlouvu s producentem Wesleyem Rosem.
Jeho písně nejprve neměly velký úspěch, dokud se v roce 1959 nestala hitem skladba „Teen Angel“. Skladbu o smrti mladé dívky britská rádia odmítala hrát jako příliš drsnou, přesto se v žebříčku UK Singles Chart dostala na 37. místo. Ve Spojených státech se začátkem února 1960 objevila na prvním místě Billboard Hot 100. Prodal se jí více než milion kopií a skladba byla oceněna zlatou deskou.
Mark Dinning je také původním interpretem písně „What Will My Mary Say“, se kterou v roce 1963 uspěl Johnny Mathis.
Dinning pokračoval ve vystupování až do své smrti 22. března 1986 v Jefferson City v Missouri.

## Diskografie

### Alba
- Teen Angel (MGM 3828, 1960)
- Wanderin′ (MGM 3855, 1960)

### Singly
| Rok  | Název                                                                             | US Hot 100 | US R&B | UK | AUS | Vydavatelství        |
| ---- | --------------------------------------------------------------------------------- | ---------- | ------ | -- | --- | -------------------- |
| 1957 | Shameful Ways/A Million Years Ago                                                 | --         | --     | -- | --  | MGM 12447            |
| 1957 | When You're Tired of Breaking Other Hearts/School Fool                            | --         | --     | -- | --  | MGM 12553            |
| 1958 | Do You Know (There's a Someone Who Loves You)/You Thrill Me (Through and Through) | --         | --     | -- | --  | MGM 12691            |
| 1958 | The Blackeyed Gypsy/Secretly in Love with You                                     | --         | --     | -- | --  | MGM 12732            |
| 1959 | Cutie Cutie/A Life of Love                                                        | --         | --     | -- | --  | MGM 12775            |
| 1959 | Teen Angel/Bye Now Baby                                                           | 1          | 5      | 37 | 3   | MGM 12845            |
| 1960 | A Star Is Born (A Love Has Died)/You Win Again                                    | 68         | --     | -- | 32  | MGM 12888            |
| 1960 | The Lovin' Touch/Come Back to Me (My Love)                                        | 84         | --     | -- | --  | MGM 12929            |
| 1960 | She Cried on My Shoulder/The World Is Getting Smaller                             | --         | --     | -- | --  | MGM 12958            |
| 1961 | Top Forty, News, Weather and Sports/Suddenly (There's Only You)                   | 81         | --     | -- | 17  | MGM 12980            |
| 1961 | Another Lonely Girl/Can't Forget                                                  | --         | --     | -- | --  | MGM 13007            |
| 1961 | Lonely Island/Turn Me On                                                          | --         | --     | -- | --  | MGM 13024            |
| 1961 | In a Matter of Moments/What Will My Mary Say?                                     | --         | --     | -- | --  | MGM 13048            |
| 1962 | All of This for Sally/The Pickup                                                  | --         | --     | -- | --  | MGM 13061            |
| 1962 | I Catch Myself Cryin'/She's Changed                                               | --         | --     | -- | --  | MGM 13091            |
| 1964 | Joey/January                                                                      | --         | --     | -- | --  | Cameo 299            |
| 1965 | Dial AL 1-4883/I'm Glad We Fell in Love                                           | --         | --     | -- | --  | Hickory 1293         |
| 1966 | There Stands a Lady/The Last Rose                                                 | --         | --     | -- | --  | Hickory 1368         |
| 1966 | He Reminds Me of Me/Run Opie Run                                                  | --         | --     | -- | --  | Hickory 1404         |
| 1967 | It's Such a Pretty World Today/Atlanta Georgia Stray                              | --         | --     | -- | --  | United Artists 50169 |
| 1968 | Throw a Little Love My Way/A Dissatisfied Man                                     | --         | --     | -- | --  | United Artists 50305 |